# Ellen Holly
Ellen Virginia Holly (Nueva York, 16 de enero de 1931-6 de diciembre de 2023) fue una actriz estadounidense. Comenzó su carrera en los escenarios a finales de la década de 1950, pero quizás sea más conocida por su papel de Carla Gray–Hall en la telenovela de ABC One Life to Live (1968–80; 1983–85). Holly fue la primera afroestadounidense que apareció en la televisión diurna en un papel principal.

## Biografía

### Carrera
Nacida en Nueva York, Holly fue miembro vitalicio de The Actors Studio. Comenzó su carrera en los escenarios, participando en las producciones de Broadway Tiger, Tiger Burning Bright y A Hand Is on the Gate, y luego se embarcó en una carrera televisiva y cinematográfica. En 1968, Holly se convirtió en la primera actriz negra en formar parte de un reparto recurrente en la televisión diurna.
Actuó como invitada en Sam Benedict y The Nurses  y consiguió el papel de la actriz convertida en jueza Carla Gray en One Life to Live, un papel que interpretó de 1968 a 1980 y de nuevo de 1983 a 1985. Holly llamó la atención de Agnes Nixon, la creadora de One Life to Live, tras escribir una carta al editor de The New York Times sobre cómo era ser una afroestadounidense de piel clara. Nixon creó el papel de Carla y ofreció a Holly un papel en su programa.
Cuando Holly empezó a trabajar en One Life to Live en octubre de 1968,su herencia afroamericana no se hizo pública como parte del argumento; su personaje, llamado Carla Benari, era una actriz de gira de herencia aparentemente italestadounidense. Carla y el médico blanco Dr. Jim Craig se enamoraron y se comprometieron, pero ella se estaba enamorando de un médico afroestadounidense. Cuando los dos se besaron en la pantalla, se informó de que las centralitas de la ABC estaban ocupadas por fans que pensaban que la serie había mostrado a una afroamericana y a un blanco besándose. El hecho de que Carla era la Clara Grey afroamericana que se hacía pasar por blanca se reveló cuando Sadie Grey, interpretada por Lillian Hayman, se identificó como su madre. Sadie convenció a su hija para que aceptara su herencia y dijera la verdad. Holly dejó la serie en 1980, pero regresó en 1983.
En 1996 publicó su autobiografía en la que describe su vida y sus luchas como actriz negra de piel clara en Hollywood. Según su autobiografía One Life: The Autobiography of an African American Actress, fue despedida del programa por el nuevo productor ejecutivo Paul Rauch en 1985. Holly regresó a la serie diurna en el papel recurrente de jueza en Guiding Light desde 1989 hasta 1993. Regresó a trabajar en la pequeña televisión en 2002 cuando apareció como Selena Frey en la película para televisión 10,000 Black Men Named George, junto con Andre Braugher y Mario Van Peebles.

### Vida personal
Ellen Holly nació en Nueva York, hija de William Garnet Holly y Grace Holly. Holly era afroamericana, y afirmaba ser de herencia africana, inglesa, francesa y nativa Shinnecock. Holly era miembro de la hermandad Delta Sigma Theta.
Holly nunca se casó ni tuvo hijos. Tuvo una relación con su coprotagonista de One Life to Live Roger Hill también conocido por su papel de Cyrus en la película de culto The Warriors. En su autobiografía, escribió sobre su romance con  Harry Belafonte.

## Filmografía
| Cine       | Cine                                      | Cine                                | Cine                   |
| Año        | Película                                  | Papel                               | Notas                  |
| ---------- | ----------------------------------------- | ----------------------------------- | ---------------------- |
| 1959       | Take a Giant Step                         | Carol, la chica en el bar           |                        |
| 1973       | Cops and Robbers                          | Ms. Wells                           |                        |
| 1988       | School Daze                               | Odrie McPherson                     |                        |
| Televisión |                                           |                                     |                        |
| Año        | Título                                    | Papel                               | Notas                  |
| 1963       | The Defenders                             | Janet Lamb                          | 1 episodio             |
| 1963       | Sam Benedict                              | Elissa Reagan                       | 1 episodio             |
| 1963–1964  | The Nurses                                | Helena Fuentes Natalia Cortez       | 2 episodios            |
| 1964       | Dr. Kildare                               | Lucille Mann                        | 1 episodio             |
| 1968–1986  | One Life to Live                          | Clara Hall/Carla Scott/Carla Bonari | 91 episodios           |
| 1974       | King Lear                                 | Regan                               | Telefilme              |
| 1978       | Sergeant Matlovich vs. the U.S. Air Force | Amy                                 | Telefilme              |
| 1985       | ABC Afterschool Special                   | Mrs. Robbins                        | 1 episodio             |
| 1986       | Spenser: For Hire                         | Amanda Layton                       | 1 episodio             |
| 1989–1990  | In the Heat of the Night                  | Ruth Peterson                       | 4 episodios            |
| 1989–1993  | Guiding Light                             | Jueza Collier                       | Episodios desconocidos |
| 2002       | 10,000 Black Men Named George             | Selena Frey                         | Telefilme              |